# Lyonia trinidadensis
Lyonia trinidadensis är en ljungväxtart som beskrevs av W.S. Judd. Lyonia trinidadensis ingår i släktet Lyonia och familjen ljungväxter. Inga underarter finns listade i Catalogue of Life.